# Eustrophopsis confinis
Eustrophopsis confinis är en skalbaggsart som först beskrevs av Leconte 1866.  Eustrophopsis confinis ingår i släktet Eustrophopsis och familjen skinnsvampbaggar. Inga underarter finns listade i Catalogue of Life.